# 休格氏魮
休格氏魮（学名：Barbus huguenyi）為輻鰭魚綱鯉形目鯉科的一種魚類。被IUCN列為瀕危保育類動物，分布於非洲幾內亞的聖保羅河及賴比瑞亞Lofa河流域，本魚具長觸鬚，體側具數個黑色斑塊，背鰭軟條11枚；臀鰭軟條8枚，體長可達5.3公分。

## 扩展阅读
維基物種上的相關：休格氏魮